# 巴布卡河
巴布卡河（烏克蘭語：Бабка），是烏克蘭的河流，位於該國東部，屬於北頓涅茨河的支流，發源自佩雷莫哈，流經哈爾科夫州，河道全長42公里，流域面積376平方公里。